# Skenben
| Framsida | Baksida |
| Höger vadben och skenben, fram- respektive baksida. Muskelfästen markerade i rött. Illustration: Gray's Anatomy, 1918. (PD) |         |

Skenbenet (latin: tibia), även kallat smalbenet, är ett ben i människans skelett som tillsammans med det mindre vadbenet (fibula) utgör underbenets (crus) skelett.
Skenbenet ledar mot flera andra ben. Skenbenet ledar mot vadbenet (fibula) nedom den laterala kondylen (högt upp på skenbenet); mot vadbenet och språngbenet (talus) i talokruralleden (articulatio talocruralis) i vristen; och mot lårbenet (os femoris) i knäleden (articulatio genus) i knät. På framsidan högt upp på tibia finns en yta (tuberositas tibiae) på vilken patellarsenan (ligamentum patellae) fäster som har sitt ursprung på patella (knäskålen). Patellarsenan eller patellaligamentet är fortsättningen av senan från muskeln quadriceps.
Tibia betyder pipa eller flöjt.